# 로얄 헌트
로얄 헌트는 덴마크의 프로그레시브 메탈 밴드다. 1989년 키보디스트인 안드레 안데르센에 의해 결성되었으며 클래식 록과 진보적인 현대 음악의 요소의 결합을 지향한다. 밴드명은 안데르센이 박물관에서 본 그림 작품에서 따왔다.

## 역사
로얄 헌트는 프로그레시브함이 가미된 멜로디컬한 심포닉 메탈 음악으로 알려진 밴드다. 90년대 중반 미국인 보컬리스트 D. C.쿠퍼가 리드 싱어로 합류하여 참여한 Moving Target 과 Paradox의 흥행으로 일본과 유럽에서 성공을 거두었다.
이후 라인업이 몇 차례 바뀌면서, 2007년에는 마크 볼즈를 이전 보컬리스트인 존 웨스트의 후임으로 영입하였다. 2011년에는 전 세계 팬들과 프로모터들의 요청에 따라 D. C. 쿠퍼가 복귀하면서 밴드의 첫 4개 앨범을 커버하는 특별 투어가 결정되었다. 이어 쿠퍼를 영구적인 리드 보컬로 영입하기로 결정하면서 신규 앨범인 Show Me How To Live를 발표하였고, 쿠퍼는 2013년 A Life to Die For와 다음 신보인 Devil's Dozen, Cast In Stone, Dystopia - Part 1의 리드 싱어로 참여했다.
2021년 10월에는 Dystopia - Part 2의 작곡 작업이 끝났다는 소식을 전하였으며, 이 앨범은 다음 해인  2022년 10월 28일에 발매되었다.
2024년에는 D. C. 쿠퍼와 안드레아스 요한슨의 일정 문제로 인해 마크 볼즈와 스테이트먼트의 드러머인 다니엘 라시 닐슨이 대신 로얄 헌트에 합류하여 페스티벌 참여 라인업을 구성했다. 이 라인업으로 로얄 헌트는 8월 7일 스페인 레옌다스 델 록 페스티벌과 8월 17일 덴마크 제일브레이크 페스티벌 공연에 참여했다. 2025년 로얄 헌트는 새 EP를 준비하며 크라우드 펀딩을 진행하고 있다.
일본에서는 프로레슬러 쵸노 마사히로의 테마로 사용된 곡인 Martial Arts로도 유명하다.

## 라인업

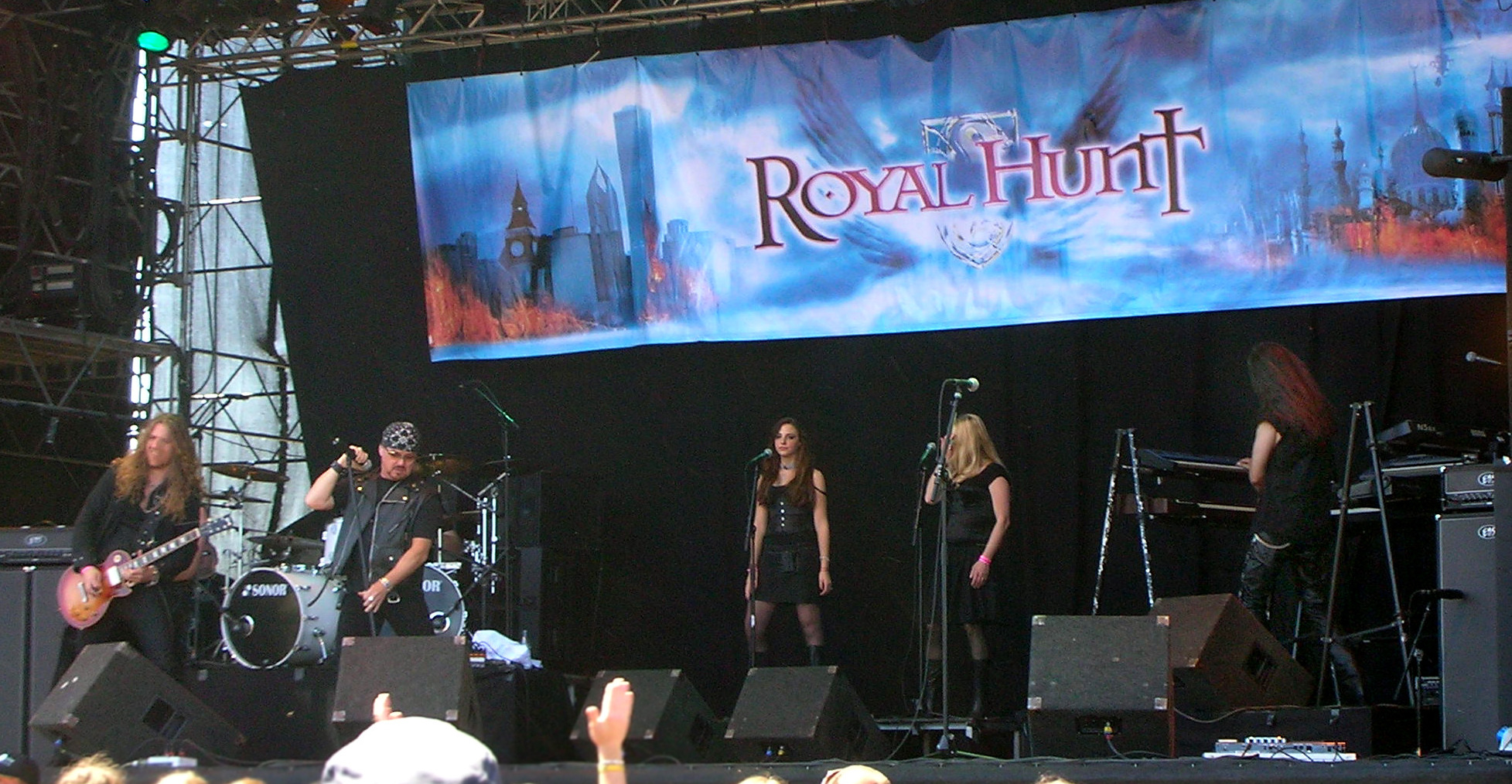
2008년 스웨덴 록 페스티벌 의 로얄 헌트

### 현재 라인업
- 안드레 안데르센 – 키보드, 피아노, 키타, 리듬 기타(1989~현재)
- D. C.  쿠퍼 – 리드 보컬 (1994–1999, 2011–현재)
- 안드레아스 패스마크 – 베이스 (2009–현재)
- 요나스 라르센 – 리드 기타 (2011년~현재)
- 안드레아스 "하보" 요한슨 – 드럼 (2015~현재)

### 이전 멤버
- 스틴 모겐센 – 베이스 (1989-2003)
- 케네스 올슨 – 드럼 (1989–1996; 2004–2007)
- 헨리크 브로크만 – 보컬 (1989~1994)
- 야콥 카예 – 리드 기타 (1993-2003)
- 알란 소렌슨 – 드럼 (1996-2002, 2007-2015)
- 존 웨스트 – 보컬 (1999–2007)
- 알란 치카야 – 세션 드럼 (2002-2004)
- 마르쿠스 지델 – 리드 기타, 첼로(2004–2011)[10]
- 페어 슐렌더 – 베이스 (2005–2009, 2015년 투어 일부)
- 마크 볼즈 – 보컬 (2007–2011, 2024년 페스티벌 라인업)

## 디스코그래피

### 스튜디오 앨범
- Land of Broken Hearts (1992)
- Clown in the Mirror (1994)
- Moving Target (1995)
- Paradox (1997)
- Fear (1999)
- The Mission (2001)
- Eyewitness (2003)
- Paper Blood (2005)
- Collision Course... Paradox 2 (2008)
- X (2010)
- Show Me How to Live (2011)
- A Life to Die For (2013)
- Devil's Dozen (2015)[11]
- Cast in Stone (2018)
- Dystopia (2020)
- Dystopia – Part II (2022)

### 라이브 앨범
- 1996 (1996)
- Closing the Chapter (1998)
- Double Live in Japan(1999)
- 2006 Live (2006)
- Cargo(Live) (2016)
- 2016 Live(2017)

### 싱글/EP
- The Maxi - Single (1994)
- Far Away (EP) (1995)
- Message to God(1997)
- Intervention (2000)

### 컴필레이션
- The First 4 Chapters... and More (1998)
- The Best (1998)
- The Best Live (1998)
- On the Mission 2002 (2002)
- Heart of the City (Best of 1992-1999) (2012)
- 20th Anniversary (2012)[12]

## 참고
1. ↑  “Royal Hunt – Prog Archives”. 《progarchives.com》.
2. ↑  “Royal Hunt – Metal Archives”. 《metal-archives.com》.
3. ↑  “Going The Distance – Pittsburgh Post-Gazette”. 《post-gazette.com/》.
4. ↑  “André Andersen (Royal Hunt): "It's easy to write music for an exciting story!"”. 《suleyera.com/》.
5. ↑  “ROYAL HUNT – SONGWRITING COMPLETED FOR NEW ALBUM – YouTube”. 《bravewords.com//》.
6. ↑  “ROYAL HUNT To Release Dystopia – Part II Album In October”. Brave Words & Bloody Knuckles. 2022년 7월 18일. 2022년 7월 18일에 확인함.
7. ↑  “Royal Hunt history and biography”. Metallian. 2025년 4월 25일. 2025년 4월 26일에 확인함.
8. ↑  “Crash – YouTube”. 《youtube.com/》.
9. ↑  “蝶野正洋”. 《wanweibaike.net/》.
10. ↑  “Royal Hunt – Metal Storm”. 《Metalstorm.net》.
11. ↑  “Home Page News”. 《Royalhunt.com》. 2015년 4월 18일에 확인함.
12. ↑  “Royal Hunt – Preparing To Release 20th Anniversary Compilation – Metal Storm”. 《Metalstorm.net》.